# Родниковый (Ставропольский край)
Роднико́вый — посёлок в Предгорном районе (муниципальном округе) Ставропольского края России.

## Варианты названия
- Родниковый (ферма 2-я совхоза «Пятигорский»),
- Третья ферма совхоза «Пятигорский»[3].

## География
Граничит с посёлком Пятигорский.
Расстояние до краевого центра: 158 км.
Расстояние до районного центра: 34 км.

## История
В 1964 году Указом Президиума ВС РСФСР поселок Третья ферма совхоза «Пятигорский» переименован в Родниковый.
До 16 марта 2020 года Родниковый входил в состав муниципального образования «Сельское поселение Пятигорский сельсовет».

## Население
| 1989 | 2002 | 2010 | 2014 |
| ---- | ---- | ---- | ---- |
| 326  | ↗363 | ↘346 | ↘300 |

По данным переписи 2002 года, в национальной структуре населения преобладают русские (81 %).